# Honggang

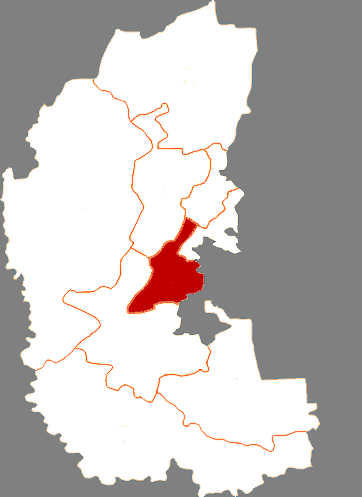
Die Lage des Stadtbezirks Honggang in der Stadt Daqing

Der Stadtbezirk Honggang (chinesisch 红岗区, Pinyin Hónggǎng Qū) ist ein Stadtbezirk in der chinesischen Provinz Heilongjiang. Er gehört zum Verwaltungsgebiet der bezirksfreien Stadt Daqing. Honggang hat eine Fläche von 636,6 km² und zählt 129.988 Einwohner (Stand: Zensus 2020). 